# Michel Heinrich (football)
Pour les articles homonymes, voir Heinrich et Michel Heinrich (homonymie).
Michel Heinrich (né le 1er février 1940 à Ars-sur-Moselle), est un footballeur français.
Il est le frère ainé de l'ancien gardien de but, Jean-Louis Heinrich (1943-2012).

## Biographie
Il effectue l'ensemble de sa carrière de joueur au FC Metz de 1958 à 1970, avant de rejoindre le Conseil d'Administration du club.